# كريستيان روجرز
كريستيان روجرز (بالإنجليزية: Kristian Rogers)‏ (2 أكتوبر 1980 بتشستر في المملكة المتحدة - ) هو لاعب كرة قدم بريطاني في مركز حراسة المرمى. لعب مع روشدين ودايموندز وشيفيلد يونايتد وماكليسفيلد تاون ونادي إيرباص يو كاي بروتون ونادي ريكسهام ووركشوب تاون ‏ ونورثويتش فيكتوريا وPort Talbot Town F.C. ‏.

## وصلات خارجية
- كريستيان روجرز على موقع قاعدة بيانات كرة القدم.إي يو (الإنجليزية)
- كريستيان روجرز على موقع Soccerbase.com (لاعب) (الإنجليزية)